# 水田祥代
水田 祥代（すいた さちよ、1942年3月16日 - ）は、日本の医師、医学者。九州大学名誉教授、学校法人福岡学園理事長。専門は小児外科。旧帝国大学系の医学部で初の女性外科教授となった。

## 経歴・人物
大分県出身。6歳のとき九州大学病院に入院したが、その際の医師らによる親切な対応に感銘を受け、九州大学への進学と医師になることを志すようになった。長崎県立長崎東高等学校を経て、九州大学医学部に進学。同在学中に米軍病院でのインターンを経験し、そこでの体験をもとに外科志望となった。大学院在学中の1968年にはイギリスへ留学し、リバプール大学病院付属アルダーヘイ小児病院で臨床に従事した。帰国後の1974年に医学博士号を取得。
九州大学病院助手、講師、福岡市立こども病院・感染症センター小児外科部長を経て、1986年九州大学医学部助教授、1989年教授。旧帝国大学医学部の外科講座において女性教授が就任するのは初めてのことであった。2004年には九州大学病院長に就任。女性として初の国立大学医学部付属病院長となった。同在任中には小児医療センターや救命救急センターの設立に力を注ぎ、このうち自身もデザインに携わった小児医療センターは2006年にグッドデザイン特別賞を受賞した。
2008年5月に九州大学を退官し、名誉教授。同年10月には女性初となる九州大学理事・副学長に就任し、同大学における男女共同参画の推進などに努めた。組織の管理運営能力を評価され、学校法人福岡学園理事、常務理事を経て、2015年理事長に就任。2017年4月に福岡看護大学を新設した。

## 年譜
- 1966年03月 - 九州大学医学部卒業
- 1973年03月 - 九州大学大学院修了
- 1974年04月 - 九州大学医学部附属病院第二外科助手
- 1974年12月 - 九州大学より医学博士の学位を取得、論文の題は「乳児手術における電解質輸液の研究」[8][9]
- 1979年10月 - 九州大学医学部附属病院小児外科助手
- 1979年11月 - 同講師
- 1983年10月 - 福岡市立こども病院・感染症センター小児外科部長
- 1986年04月 - 九州大学医学部小児外科学講座助教授
- 1989年09月 - 同教授
- 2004年04月 - 九州大学病院長（2008年3月まで）
- 2008年05月 - 九州大学名誉教授
- 2008年10月 - 九州大学理事・副学長（2010年9月まで）
- 2010年06月 - 学校法人福岡学園理事・評議員
- 2011年08月 - 同常務理事
- 2015年03月 - 同理事長

## 受賞
- 日本女医会吉岡弥生賞（1995年度）
- 日本女性科学者の会功労賞（2010年度）
- 西日本文化賞（2014年度）